# Ahmose Sapair
Ahmose Sapair war ein altägyptischer Königssohn, der in der ausgehenden 17. oder beginnenden 18. Dynastie geboren wurde.

## Hintergrund

### Familie
In der Ägyptologie ist die Nennung der Eltern umstritten. Als mögliche Väter kommen Seqenenre, Kamose oder Ahmose I. in Betracht. Als ebenso problematisch gestaltet sich die Zuordnung der Mutter (wahrscheinlich Ahmose Nefertari) und aller Geschwister. Sicher belegt ist Ahmose Sapair als Bruder von Amenophis I. und Ahmose Meritamun II., Tochter der Ahmose Nefertari. 
Mit Ahmose Meritamun II. war Ahmose Sapair kurzfristig verheiratet, ehe Ahmose Meritamun II. aufgrund des Todes von Ahmose Sapair später die „Große königliche Gemahlin“ von Amenophis I. wurde.

### Kult des Ahmose Sapair
Bei den Ausgrabungen des Ägyptologen Herbert E. Winlock in Dra Abu el-Naga wurden auf einem Pyramidion Bruchstücke einer Inschrift mit Ahmose Sapairs Namen gefunden. Unklar bleibt noch die genaue Zuweisung des Bauwerks als Kamose- oder Ahmose Sapair-Pyramide. Markant und auffällig ist die besondere Schreibung der Mondhieroglyphe: Das altägyptische Wort Iah (Mond) wurde mit der spiegelverkehrten Mondsichel als Barke und einem Punkt in der Mondsichel geschrieben. Erst zwischen dem 17. und 22. Regierungsjahr führte Ahmose I. die später traditionelle Darstellung ein.

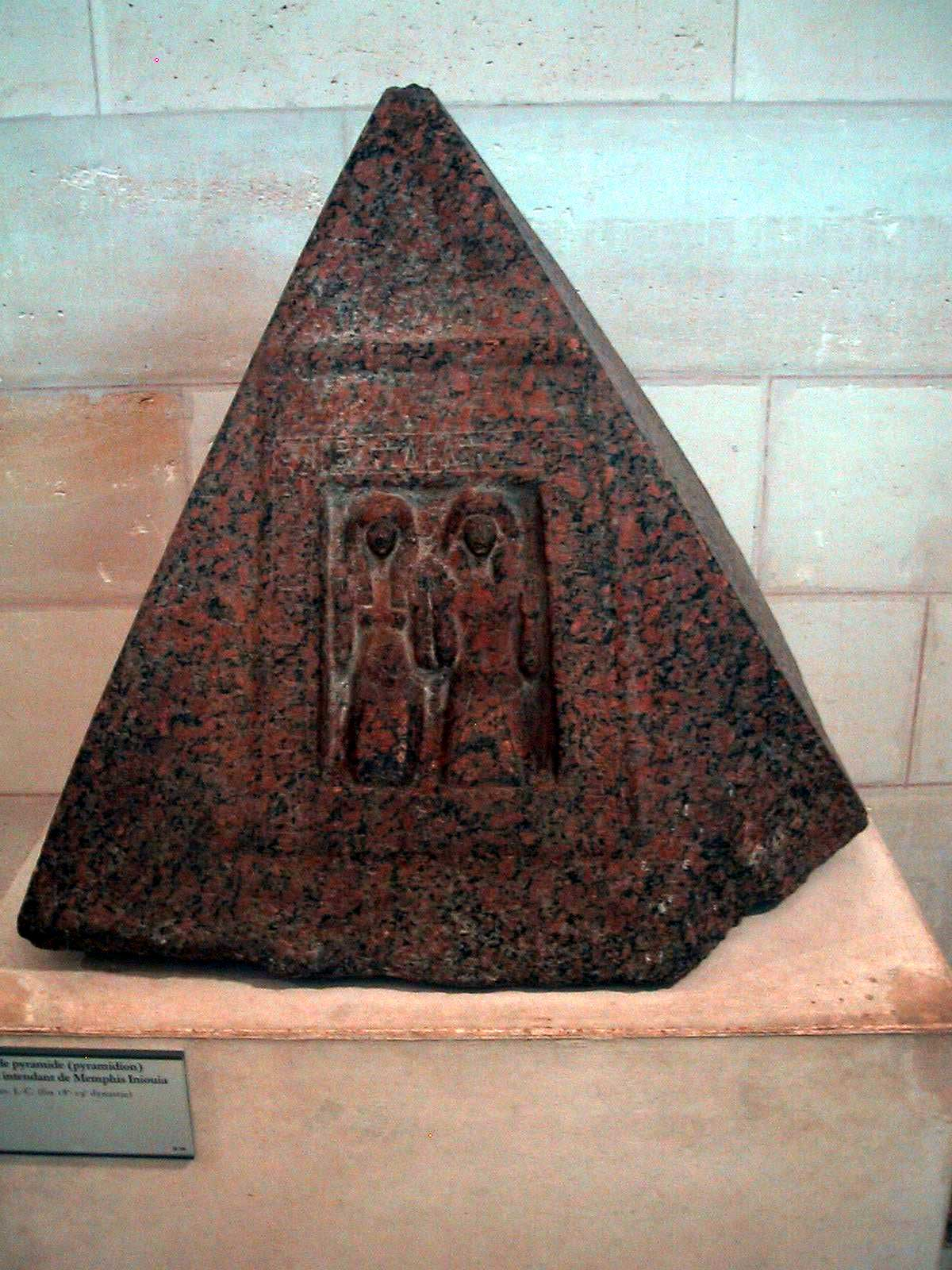
Pyramidion einer Kleinpyramide der 18. oder 19. Dynastie

Aufgrund dieser speziellen Form lässt sich der Baubeginn des Pyramidions und der zugehörigen Pyramide vor das 22. Regierungsjahr des Ahmose I. datieren. Es bleibt jedoch offen, ob die Fertigstellung in die Amtszeit von Ahmose I. fällt, da auch zeitlich das Ende der 17. Dynastie in Frage kommt. Der Ägyptologe Claude Vandersleyen bestätigt in diesem Zusammenhang Winlocks Ausführungen, dass spätere Restaurierungen der zugehörigen Pyramide zum Umfeld der posthumen Verehrung von Ahmose Sapair passen. Er setzt daher die Errichtung der Pyramide unmittelbar an das Ende der 17. Dynastie, da die umliegenden Privatgräber im östlichen Vorfeld den gleichen Chronologierahmen aufweisen. 
Kamose und Ahmose Sapair sind im Neuen Reich zahlreiche posthume Ehrungen zuteilgeworden. Ahmose Sapair ist zusätzlich auf mindestens einem Objekt der 21. Dynastie dargestellt. Im Papyrus Abbott wird Ahmose Sapair neben seiner sonstigen Nennung als „Königssohn“ zudem als „König“ bezeichnet. In der Ahnengalerie im Grab des Amenmesse (KV10) steht sein Name allerdings nicht in einer königlichen Kartusche. Vandersleyen sieht deshalb in Ahmose Sapair einen jung verstorbenen Sohn des Seqenenre. 
Ähnlich argumentiert der Ägyptologe Chris Bennett, der in Ahmose Sapair einen erwachsenen Sohn des Seqenenre sieht, der jedoch früh ums Leben kam. Als Grund für Ahmose Sapairs erhobenen Verehrung in der Folgezeit vermutet Bennett in ihm den Vater des Thutmosis I., ohne jedoch hierfür zeitgenössische Belege erbringen zu können.
Die Statue des Prinzen Ahmose wird derzeit (Juni 2016) im Louvre in Paris ausgestellt.